# 23 días de miedo
23 días de miedo (título original: D.C. Sniper: 23 Days of Fear), también llamado alternativamente 23 días de pánico, es un telefilme de suspenso de 2003 dirigida por Tom McLoughlin y protagonizada por Charles S. Dutton, Jay O. Sanders y Bobby Hosea. 
Está basado en hechos reales en los que John Allen Muhammad y Lee Boyd Malvo sembraron el terror en Estados Unidos, tiroteando indiscriminadamente a ciudadanos.

## Argumento
Son los Estados Unidos en 2002. Un día, en menos de 24 horas, mueren abatidas por un francotirador seis personas en el condado de Maryland. Desde entonces el asesino continua matando de esa manera, mientras que no se encuentran pistas de él. Por ello el pánico se apodera de la población. 
Mientras tanto la policía, bajo el mando de Charles Moose, en colaboración con el FBI, persigue al asesino no teniendo pistas, mientras que continua matando. Finalmente consiguen descubrir que los asesinatos fueron cometidos por dos asesinos, un padre y su hijo. Al final, tras 23 días, Moose consigue atraparlos. 

## Reparto
| Actor             | Personaje           |
| ----------------- | ------------------- |
| Charles S. Dutton | Jefe Charles Moose  |
| Jay O. Sanders    | Douglas Duncan      |
| Bobby Hosea       | John Allen Muhammad |
| Trent Cameron     | John Lee Malvo      |
| Helen Shaver      | Sandy Moose         |
| Tom O'Brien       | Teniente Jacobs     |
| Charlayne Woodard | Mildred Muhammad    |

## Producción
El telefilme fue rodado en Maryland, Virginia y Washington D. C..